# Ромске бајке
Поред тема које се могу наћи у бајкама многих других народа исто тако и у ромским бајкама (парамиче) имамо борбу између природног и натприродног, стварног и измишљеног. Ликови су устаљени, типски. Присутни су каратктеристични родбински односи, попут односа неколико браће, при чему је најмлађи обично носилац радње. Међу ликовима се, осим породичних, појављују и ликови који су носиоци неког друштвеног статуса, попут краљева, царева, принчева, принцеза или слугу. Надприродна дешавања у бајкама играју важну улогу. Јунак бајке живи окружен чаролијама добрих вила и злих вештица, патуљака или џинова, змајева и захвалних животиња.
У ромској породици, с колена на колено препричавале су се бајке, митови и легенде које су приповедачи и сами слушали од својих старијих. Ромска култура је усмена култура, па се књижевност и стваралаштво углавном преносило усменим, оралним путем.
...Мој деда био је корпар он је лета проводио крај реке Топлице где је секао врбово пруће, киселио га, гулио и плео корпе које је касније продавао по пијацама и вашарима. Да би нас децу привукао да му помажемо, нарочито у гуљењу коре са прућа, за шта је морао да употреби много времена, он је смишљао лепе приче које смо ми деца радо слушали. Иако је био неписмен, нико никад није умео лепше и занимљивије да прича од њега... каже Славимир Демировић(један од неколико Рома који између осталог сакупља и ромске бајке).
Поред тема које се могу наћи у бајкама и многих других народа, много је елемената који осликавају самобитност Рома. Ту су лепо осликани и циганске черге и свакодневни живот, обичаји, песме и приче. Често се дешава да зло доминира над добрим и да се чини како је бескорисно бити добар, како су идеали о доброти и племенитости, у ствари, погрешни и безвредни. Наизглед делује као да најплеменитији ликови из бајке пролазе кроз разне ситуације које изгледају безизлазно и чини се да ће све оно лоше, покварено и зло у негативним ликовима победити оно што је чисто, племенито и искрено. Али они најхрабрији, најпоштенији вековне снове о бољем животу срећним случајевима вољом судбине и уз помоћ натприродних бића: змајева, вила. Успевају да добију и тако се извуку из сиромаштва и домогну се дворца и прелепе принцезе.
Данас има много истраживача који се труде да сачувају ромске бајке, митове, легенде, песме и међу Ромима и међу неромима. Драгољуб Ацковић кроз Kомисију за проучавање живота и обичаја Рома САНУ и кроз чланство у Удружењу књижевника Србије пише и активно прикупља грађу о животу и обичајима Рома, док у Нишу, кроз Нишку ромолошку школу социолози проучавају ромски културни идентитет, али и прикупљају и записују вредне приче и бајке са југоистока Србије.
Од 1. јануара до 30. априла 2017. године, у Крагујевцу је реализован програм „Ромске бајке и легенде у школама” са циљем смањења дискриминације над ромском децом, кроз интеграцију ромске културе у образовно-васпитном процесу и анализу бајки и легенди на часовима српског језика, историје, грађанског васпитања и часовима одељенског старешинства.

## Књиге ромских бајки
- Јефим Друц и Алексеј Геслер — Руске циганске бајке (1991)[3]
- Алија Краснићи — Ромска црна бајка (1995)[4]
- Алија Краснићи — Боже, претвори ме у мрава: ромске бајке с Kосова и Метохије (2001)[5][6]
- Драгољуб Б. Ђорђевић — Мачке перу веш: бајке рома југоисточне Србије (2004)[7][8][9]
- Христо Kјучуков, Лили Kовачева, Љуан Kока — Ромске старе народне бајке (2007)[10]
- Алија Краснићи — Роми у бајкама (2008)[11]
- Хедина Тахировић Сијерчић — Старе ромске бајке и приче (2008)[12]
- Славимир Демировић — Мечкино дете: ромске бајке (2012)[13]